# Islote Sancho
Islote Sancho (en francés: Îlot Sancho)  es una pequeña isla en el océano Índico cerca de la costa sur de la isla principal del país africano de Mauricio, separada de la costa de esta solo por unos pocos metros y accesible a pie o no, dependiendo de las condiciones de la marea.